# Prix Jean-Luc Lagardère
Prix Jean-Luc Lagardère är ett årligt travlopp för 4-10-åriga varmblodiga travhästar som körs på Hippodrome d'Enghien-Soisy i Enghien-les-Bains norr om Paris i Frankrike varje år i mitten av augusti. Det är ett Grupp 2-lopp, det vill säga ett lopp av näst högsta internationella klass. Förstapriset är 67 500 euro. Loppet körs över Distansen 2875 meter.

## Vinnare
| År   | Häst             | Land      | Tid    | Distans | Kusk                  | Tränare             | Tvåa              | Trea               |
| ---- | ---------------- | --------- | ------ | ------- | --------------------- | ------------------- | ----------------- | ------------------ |
| 2025 | Koctel du Dain   | Frankrike | 1.12,1 | 2875 m  | David Thomain         | Philippe Allaire    | Jabalpur          | Gendreen           |
| 2024 | Jushua Tree      | Frankrike | 1.12,5 | 2875 m  | Jean-Michel Bazire    | Jean-Michel Bazire  | Fakir de Mahey    | Ganay de Banville  |
| 2023 | Oracle Tile      | Norge     | 1.12,3 | 2875 m  | Théo Duvaldestin      | Thierry Duvaldestin | Élvis du Vallon   | Elie de Beaufour   |
| 2022 | Delfino          | Frankrike | 1.12,6 | 2875 m  | Mathieu Mottier       | Mathieu Mottier     | Cash du Rib       | Elie de Beaufour   |
| 2021 | Dorgos de Guez   | Frankrike | 1.13,5 | 2875 m  | Jean Michel Bazire    | Jean Michel Bazire  | Féerie Wood       | Davidson du Pont   |
| 2020 | Cleangame        | Frankrike | 1.14,5 | 2875 m  | Jean Michel Bazire    | Jean Michel Bazire  | Feliciano         | Tony Gio           |
| 2019 | Valokaja Hindö   | Norge     | 1.12,9 | 2875 m  | Christophe Martens    | Jean Michel Bazire  | Cleangame         | Cash Gamble        |
| 2018 | Aubrion du Gers  | Frankrike | 1.11,3 | 2875 m  | Jean Michel Bazire    | Jean Michel Bazire  | Bird Parker       | Cash Gamble        |
| 2017 | Aubrion du Gers  | Frankrike | 1.13,0 | 2875 m  | Jean Michel Bazire    | Jean Michel Bazire  | Valko Jenilat     | Uppercut de Manche |
| 2016 | Bird Parker      | Frankrike | 1.14,0 | 2875 m  | Jean Philippe Monclin | Philippe Allaire    | Your Highness     | Rocky Winner       |
| 2015 | Romanesqué       | Belgien   | 1.15,3 | 2875 m  | Christophe Martens    | Christophe Martens  | Ustinof du Vivier | Vinci de L'Abbaye  |
| 2014 | Un Mec d'Héripré | Frankrike | 1.14,4 | 2875 m  | Franck Ouvrie         | Fabrice Souloy      | Roxane Griff      | Global Manhattan   |
| 2013 | Quoumba de Guez  | Frankrike | 1.15,5 | 2875 m  | Jean Michel Bazire    | Jean Michel Bazire  | Commander Crowe   | Roxane Griff       |
| 2012 | Roxane Griff     | Frankrike | 1.15,8 | 2875 m  | Éric Raffin           | Sébastien Guarato   | Perlando          | Reve de Beylev     |
| 2011 | Roxane Griff     | Frankrike | 1.14,4 | 2875 m  | Éric Raffin           | Sébastien Guarato   | Commander Crowe   | Quaker Jet         |